# ДТП в Кирове 10 мая 2009 года
ДТП в Кирове 10 мая 2009 года — дорожно-транспортное происшествие, произошедшее в ночь с 9 на 10 мая 2009 года в городе Кирове, Россия на улице Комсомольской. Автомобиль «Лада Калина», за рулём которого находился 13-летний подросток Илья Фарафонов, сбил на пешеходном переходе трёх человек 18-20 лет. Один пострадавший погиб, двое других в тяжёлом состоянии были госпитализированы. Происшествие было запечатлено камерой видеонаблюдения ГИБДД. После того, как видеозапись попала в Интернет, событие получило широкий общественный резонанс. Телекомпания РЕН ТВ сняла об этом репортаж.

## Ход событий
Около 2 часов ночи 10 мая трое молодых людей — 18-летний Антон Лучников, 19-летний Вячеслав Воробьёв и 20-летний Николай Кокорин — переходили дорогу по обозначенному пешеходному переходу на улице Комсомольской, 12, недалеко от железнодорожного вокзала Кирова. На середине дороги их сбил ехавший на скорости 120—140 км/ч автомобиль ВАЗ-11183 «Лада Калина». В результате один пешеход, Лучников, был выброшен в сторону и попал под колёса другого автомобиля, двигавшегося в том же направлении (за его рулём сидел Александр Кобелев). Второй, Кокорин, пробив лобовое стекло, оказался в салоне автомобиля и был выброшен водителем из машины через квартал. Третий, Воробьёв, отлетел на 25 метров. Всё происходящее было запечатлено камерой видеонаблюдения ГИБДД. Пострадавшие в тяжёлом состоянии были госпитализированы в областную больницу, где через час один из пострадавших, 18-летний Антон Лучников, попавший под колёса другой машины, скончался (по другим данным, он скончался ещё на месте).
Виновник с места происшествия скрылся, но через час был задержан сотрудниками ДПС. Им оказался 13-летний Илья Фарафонов, ученик 8 класса частной гимназии «Престиж» (на момент происшествия Фарафонов проучился в ней всего год и числился на домашнем обучении). В милиции он заявил, что взял машину у его матери Елены «покататься» и на большой скорости ехал из-за того, что они перед этим поссорились. Вскоре Фарафонова из участка забрала мать, известный в городе адвокат, председатель городской коллегии адвокатов. От медицинского освидетельствования сына она отказалась.

## Общественный резонанс
Происшествие вызвало широкий общественный резонанс, после того как 11 мая видеозапись с ДТП, сделанная мобильным телефоном с экрана монитора видеонаблюдения, была выложена на YouTube, а описание происшествия появилось в сводке кировского ГИБДД. Возмущение вызвало то, что виновник происшествия не понесёт наказания, так как Фарафонову было только 13 лет, а уголовная ответственность в случае убийства наступает с 14 лет (причём Фарафанов не мог попасть даже в спец-школу, потому что убийство в его случае было не осознанным и не преднамеренным).

### СМИ
12 мая на городском автопортале auto43.ru появилась подробная статья о происшествии. Новость подхватили все местные СМИ. 13 мая через Интерфакс сообщение о ДТП попало в крупные федеральные СМИ. Из интервью Марии Шиляевой, сотрудника Управления ГИБДД по Кировской области, стало известно, что это не первое ДТП с участием подростка.
…Нужно ещё сказать, что этот подросток не впервые попадает в ДТП. Ровно год назад в апреле месяце мальчик попал в происшествие, будучи водителем мотоцикла. Причём мотоцикл не был зарегистрирован в установленном порядке…
Сообщалось только имя предполагаемого виновника — Илья.
14 мая кировской газете «Pro Город» удалось взять интервью у водителя. Подросток свою вину отрицал, а запах алкоголя, который почувствовали сотрудники ДПС при задержании, объяснил тем, что влетевший к нему в салон молодой человек якобы шёл с бутылкой пива в руках.
2 июня мать виновника Елена Фарафонова выступила в передаче «Пусть говорят» на Первом канале:
До сих пор не известно, от какой машины наступила смерть погибшего, поскольку ведется следствие. О том водителе речь вообще не идет, все внимание сосредоточено на нашей семье, все воюют со мной, одинокой матерью и 13-летним подростком. Я бы хотела, чтобы моего ребенка не терроризировали.
Она также попросила прощения у всех пострадавших в ДТП.

### Политика
2 июня в Законодательном Собрании Кировской области прошло обсуждение произошедшего ДТП. Адвокат пострадавшей стороны Александр Выдрин обратился с инициативой о снижении возраста уголовной ответственности. Предложение не поддержал депутат Государственной Думы от Кировской области Алексей Розуван:
Понизить возрастную планку и наказывать подростков с 13 лет – это не выход из ситуации. Тюрьма не лучшая школа поскольку более 70% подростков, которые отсидели в тюрьме в итоге становятся рецидивистами. Существуют другие меры воздействия на проблемных детей, самая строгая – направление в спецшколу закрытого типа. Но, главное, обращать внимание на меры воспитательного характера.
Напротив, депутат ЗакСобрания Герман Гончаров поддержал инициативу:
На общество нужно воздействовать и не только запретительными мерами. Нарушение ПДД должно стать синонимом безрассудного, опасного для всех поступка, за который обязательно нужно будет строго отвечать. Оно должно стать неприемлемым! Что касается законодательных мер, то соответствующая инициатива должна быть рассмотрена и поддержана депутатами ОЗС Кировской области, а затем еще двумя третями заксобраний России. Только после этого решение о снижении возрастного порога ответственности рассматривает Госдума. Шанс есть.

## Расследование
В результате проведённого расследования в июле Илья Фарафонов был признан следствием виновным в совершённом ДТП, но уголовное делопроизводство прекращено в связи с тем, что Фарафонов на тот момент не достиг возраста уголовной ответственности. С его матери Елены за ненадлежащее исполнение родительских обязанностей был взыскан штраф в размере 200 рублей. В начале декабря 2009 года Ленинский суд Кирова отклонил ходатайство начальника УВД города Кирова о помещении Фарафонова в учебно-воспитательное учреждение закрытого типа. Тогда 4 декабря прокуратура Ленинского района Кирова подала заявление в областной суд для опротестования решения. Областной суд отменил предыдущее решение и отправил дело на повторное рассмотрение.
16 апреля 2010 года Ленинский суд Кирова вынес решение о помещении Фарафонова в Центр временного содержания для несовершеннолетних правонарушителей (ЦВСНП), с целью прохождения медицинского освидетельствования для определения необходимости отправки его в спецшколу закрытого типа. Елена Фарафонова уклонялась от решения суда, скрывая сына от сотрудников правоохранительных органов, но 16 октября Фарафонов был задержан в машине, где находился в качестве пассажира, и отправлен в ЦВСНП.
12 ноября Ленинский районный суд постановил поместить Фарафонова в учебно-воспитательное учреждение закрытого типа и 22 ноября назначил ему там срок в виде 10 месяцев. Елена Фарафонова подала в Кировский областной суд жалобу об отмене этого решения, но 1 декабря председатель суда Юрий Бармин отказал в её удовлетворении. Тогда Елена подала заявку на то, чтобы её сына отправили отбывать наказание в Москву, однако уже 2 декабря Фарафонов прямо из ЦВСНП был отправлен в учебно-воспитательное учреждение закрытого типа для детей и подростков с девиантным поведением «Республиканская специальная общеобразовательная школа» в Татарстане.
По решению суда, Елена Фарафонова была обязана выплатить пострадавшим компенсацию в размере 950 тысяч рублей: 300 тысяч бабушке Лучникова, 150 тысяч его сестре и по 250 тысяч семьям Кокориных и Воробьёвых. Однако, спустя пять лет, на 2014 год, Фарафонова выплатила из 950 только только 263 тысячи и ни один из пострадавших не получил назначенную ему сумму целиком. На 2020 год целиком сумму компенсации получила только семья Кокориных.

## Дальнейшие события
Срок Фарафонова в Татарстане закончился 20 августа 2011 года, после чего Фарафонов вернулся домой, но на учёт УМВД по Кировской области не становился.
В ночь с 8 на 9 марта 2012 года Фарафонов и ещё двое парней на машине были задержаны в Юго-западном районе Кирова, будучи за рулём в состоянии наркотического опьянения. При себе у Фарафонова был обнаружен синтетический наркотик JWH в большом количестве, у двух других пассажиров наркотики найдены не были. От медицинского освидетельствования Фарафонов отказался. 30 марта в отношение Фарафонова было возбуждено уголовное дело по ч. 2 ст. 228 УК РФ за «незаконное приобретение и хранение наркотика в особо крупном размере». И хотя по возрасту Фарафонов уже достиг уголовной ответственности, до суда, который состоялся в июле, он не был подвержен аресту, поскольку такое было бы возможно лишь в том случае, если бы он уже имел судимость, однако, его дело о ДТП в мае 2009 года было прекращено в связи с его возрастом, а наказание в воспитательном учреждении он отбыл вне рамок уголовной ответственности. Фарафонов признал вину, однако вместо положенных ему по закону, как минимум, трёх лет, Ленинский суд назначил ему только полтора года условно с двухлетним испытательным сроком. Портал Kirovnet.ru считает, что дело не обошлось без участия его матери.
Спустя четыре месяца после суда выживший в ДТП Николай Кокорин аналогично попался на хранении наркотиков (до ДТП он работал строителем, но, став инвалидом, перебивался случайными заработками). Елена Фарафонова тогда добровольно оказала бесплатно свои услуги семье Кокориных и в итоге добилась того, чтобы Кокорину, вместо положенных по закону 10 лет, дали всего пять, а заодно предоставляли ему в тюрьме необходимое лечение раз в полгода. Согласно порталу progorod43.ru, семья Кокориных была единственной, кто после этого не имела серьёзных претензий к Фарафоновым, хотя из причитающейся судом денежной компенсации в размере 250 тысяч рублей Кокорины спустя пять лет получили только чуть более 160 тысяч.
В октябре 2014 года выяснилось, что Фарафонов официально поменял свою фамилию на Прозоров (девичья фамилия его матери), когда кировские активисты организации «Ночной патруль» поймали его за вождением BMW X5 (при этом, выяснилось, что Фарафонов до сих пор не имеет водительских прав). В последующие пять лет Фарафонов неоднократно привлекал внимание прессы тем, что его постоянно ловили за бесправное вождением в нетрезвом виде, но уже за рулём Range Rover. Елена Фарафонова продолжает работать адвокатом.
В январе 2019 года у Фарафонова произошла стычка с охранником кировской офтальмологической клиники Александром Бармином, в процессе которой Бармин получил двойной перелом нижней челюсти. В декабре того же года уголовное дело было закрыто в связи с примирением сторон, Фарафонов выплатил Бармину компенсацию в размере 150 тысяч рублей.
В ночь с 7 на 8 февраля 2020 года Фарафонов был задержан в нетрезвом виде за рулём. Данный инцидент снимала команда программы «Место происшествия». Увидев, что его снимают, Фарафонов стал требовать прекратить съёмку и в какой-то момент нанёс журналисту Сергею Пичугину несколько ударов. На Фарафонова завели два уголовных дела («покушение на повреждение чужого имущества» и «воспрепятствование законной деятельности журналиста»), которые затем были объединены в одно.
23 декабря 2020 года в аэропорту Внуково Фарафонов, будучи нетрезвым, вступил в драку с бортпроводником, когда тот отказался впускать его на борт. Бортпроводник получил закрытую черепно-мозговую травму, а также сотрясение головного мозга и ушиб руки.

### Публикации
- Андрей Андреев. В Кирове 13-летний водитель сбил насмерть одного и покалечил двоих человек // Российская газета. — Москва, 2009.
- Екатерина Рзянина. 13-летний школьник сбил троих пешеходов: шокирующая история в Кирове // Вести.ру. — Москва, 2009.
- Елена Рогозина. В Кирове семиклассник на маминой машине сбил троих человек // Комсомольская правда. — Москва, 2009.
- Подросток на "Жигулях" сбил трех человек в Кирове // Московский комсомолец. — Москва, 2009.
- 13-летний кировский школьник на угнанной машине задавил троих пешеходов // Интерфакс-Запад. — Минск, 2009. Архивировано 15 мая 2009 года.
- 13-летний школьник на родительской машине сбил троих пешеходов (недоступная ссылка — история) // Петербург — Пятый канал. — Санкт-Петербург, 2009.
- Семиклассник, сбивший пешеходов, раньше уже попадал в ДТП на мотоцикле (недоступная ссылка — история) // Петербург — Пятый канал. — Санкт-Петербург.
- Кировский школьник на угнанной родительской машине задавил троих пешеходов // Гудок. — Москва, 2009.
- Елизавета Маетная. Особо тяжкое взросление // Русский Newsweek 09.05.2010

### Видео
- Запись с камеры видеонаблюдения. Полный кадр. ГИБДД по Кировской области. YouTube (12 мая 2009). Дата обращения: 17 мая 2009.
- Репортаж на «Петербург — Пятый канал». YouTube (13 мая 2009). Дата обращения: 17 мая 2009.
- Второй репортаж на «Петербург — Пятый канал». YouTube (13 мая 2009). Дата обращения: 17 мая 2009.
- Возложение цветов к месту аварии, 17 мая, ул. Комсомольская, 12. YouTube (17 мая 2009). Дата обращения: 17 мая 2009.